# Pablo Maximiliano Miguel Coronel Vidoz
Pablo Maximiliano Miguel Coronel Vidoz (Buenos Aires, Argentina, 4 de maig de 1975), més conegut com a Pablo Ruiz, o simplement, Pablito Ruiz, és un cantant i actor argentí.

## Discografia
- 1985: Pablo Ruiz
- 1988: Un Ángel
- 1989: Océano
- 1990: Espejos Azules
- 1992: Irresistible
- 1994: 60/90
- 1997: Aire
- 1999: Was It Something That I Didn't Say?
- 2001: Jamás
- 2003: Necesito Tus Besos
- 2005: Demasiado Tarde
- 2009: Renacer